# Abierto de Australia 2006
Lista de los campeones y de los principales clasificados del Abierto de Australia de 2006:

## Seniors

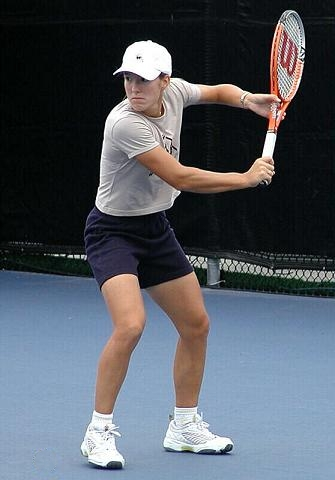
Justine hein durante el evento

### Individual Masculino
Roger Federer d.  Marcos Baghdatis 5-7, 7-5, 6-0, 6-2

### Individual Femenino
Amélie Mauresmo d.  Justine Henin-Hardenne 6-1, 2-0 ab.

### Dobles Masculino
Bob Bryan /  Mike Bryan d.  Martin Damm /  Leander Paes 4-6, 6-3, 6-4

### Dobles Femenino
Zi Yan /  Jie Zheng d.  Lisa Raymond /  Samantha Stosur 2-6, 7-6(7), 6-3

### Dobles Mixto
Martina Hingis /  Mahesh Bhupathi d.  Elena Likhovtseva /  Daniel Néstor, 6-3, 6-3

## Juniors

### Individual Masculino
Alexandre Sidorenko d.  Nick Lindahl 6-3, 7-6(4)

### Individual Femenino
Anastasiya Pavliuchenkova d.  Caroline Wozniacki 1-6, 6-2, 6-3

### Dobles Masculino
Blazej Koniusz /  Grzegorz Panfil d.  Kellen Damico /  Nathaniel Schnugg 7-6(5), 6-3

### Dobles Femenino
Sharon Fichman /  Anastasiya Pavliuchenkova d.  Alizé Cornet /  Corinna Dentoni 6-2, 6-2

## Preclasificados

### Primeros 10 preclasificados (Individuales)
| Individuales masculinos |                   |             |                    |                  |
| 1.                      | Roger Federer     | derrota a   | Marcos Baghdatis   | Campeonato       |
| 2.                      | Andy Roddick      | pierde ante | Marcos Baghdatis   | 4.ª ronda        |
| 3.                      | Lleyton Hewitt    | pierde ante | Juan Ignacio Chela | 2.ª ronda        |
| 4.                      | David Nalbandian  | pierde ante | Marcos Baghdatis   | Semifinal        |
| 5.                      | Nikolay Davydenko | pierde ante | Roger Federer      | Cuartos de final |
| 6.                      | Guillermo Coria   | pierde ante | Sébastien Grosjean | 3.ª ronda        |
| 7.                      | Ivan Ljubičić     | pierde ante | Marcos Baghdatis   | Cuartos de final |
| 8.                      | Gastón Gaudio     | pierde ante | Fabrice Santoro    | 3.ª ronda        |
| 9.                      | Fernando González | pierde ante | Alex Bogomolov Jr. | 1.ª ronda        |
| 10.                     | Thomas Johansson  | pierde ante | Ivan Ljubičić      | 4.ª ronda        |

| Individuales femeninos |                        |             |                        |                  |
| 1.                     | Lindsay Davenport      | pierde ante | Justine Henin-Hardenne | Cuartos de final |
| 2.                     | Kim Clijsters          | pierde ante | Amélie Mauresmo        | Semifinal        |
| 3.                     | Amélie Mauresmo        | derrota a   | Justine Henin-Hardenne | Campeonato       |
| 4.                     | María Sharápova        | pierde ante | Justine Henin-Hardenne | Semifinal        |
| 5.                     | Mary Pierce            | pierde ante | Iveta Benešová         | 2.ª ronda        |
| 6.                     | Nadia Petrova          | pierde ante | María Sharápova        | Cuartos de final |
| 7.                     | Patty Schnyder         | pierde ante | Amélie Mauresmo        | Cuartos de final |
| 8.                     | Justine Henin-Hardenne | pierde ante | Amélie Mauresmo        | Final            |
| 9.                     | Yelena Dementieva      | pierde ante | Julia Schruff          | 1.ª ronda        |
| 10.                    | Venus Williams         | pierde ante | Tszvetana Pironkova    | 1.ª ronda        |

### Primeros 5 preclasificados (Dobles masculinos)
| Dobles masculinos |                                |              |                                      |                  |
| 1.                | Bob Bryan Mike Bryan           | derrotan a   | Martin Damm Leander Paes             | Final            |
| 2.                | Jonas Björkman Max Mirnyi      | pierden ante | Martin Damm Leander Paes             | Cuartos de final |
| 3.                | Mark Knowles Daniel Néstor     | pierden ante | Dick Norman Vincent Spadea           | 1.ª ronda        |
| 4.                | Paul Hanley Kevin Ullyett      | pierden ante | Bob Bryan Mike Bryan                 | Semifinal        |
| 5.                | Fabrice Santoro Nenad Zimonjić | pierden ante | Mariusz Fyrstenberg Marcin Matkowski | Tercera ronda    |

### Primeros 5 preclasificados (Dobles femeninos)
| Dobles femeninos |                                          |              |                                          |                  |
| 1.               | Lisa Raymond Samantha Stosur             | pierden ante | Zi Yan Jie Zheng                         | Final            |
| 2.               | Cara Black Rennae Stubbs                 | pierden ante | Shinobu Asagoe Katarina Srebotnik        | Cuartos de final |
| 3.               | Elena Likhovtseva Vera Zvonareva         | pierden ante | Anna-Lena Groenefeld Meghann Shaughnessy | Cuartos de final |
| 4.               | Paola Suárez Virginia Ruano Pascual      | pierden ante | Zi Yan Jie Zheng                         | Cuartos de final |
| 5.               | Anna-Lena Groenefeld Meghann Shaughnessy | pierden ante | Lisa Raymond Samantha Stosur             | Semifinal        |

### Primeros 5 preclasificados (Dobles mixtos)
| Dobles masculinos |                             |              |                                 |                  |
| 1.                | Kevin Ullyett Cara Black    | pierden ante | Leander Paes Nathalie Dechy     | Primera ronda    |
| 2.                | Jonas Björkman Lisa Raymond | pierden ante | Mahesh Bhupathi Martina Hingis  | Segunda ronda    |
| 3.                | Bob Bryan Vera Zvonareva    | pierden ante | Daniel Néstor Elena Likhovtseva | Cuartos de final |
| 4.                | Mike Bryan Corina Morariu   | pierden ante | Paul Hanley Samantha Stosur     | Cuartos de final |
| 5.                | Paul Hanley Samantha Stosur | pierden ante | Mahesh Bhupathi Martina Hingis  | Semifinal        |

| Predecesor: Abierto de Australia 2005          | Abierto de Australia 2006 | Sucesor: Abierto de Australia 2007    |
| Predecesor: Abierto de los Estados Unidos 2005 | Grand Slam 2006           | Sucesor: Torneo de Roland Garros 2006 |

- Datos: Q598746
- Multimedia: 2006 Australian Open / Q598746